# Nyquist-Frequenz
Die Nyquist-Frequenz ist ein Begriff aus der Signaltheorie. Der Begriff wurde durch Claude Elwood Shannon geprägt und nach Harry Nyquist benannt und wird auch als Nyquist-Grenze bezeichnet. Sie ist definiert als die halbe Abtastfrequenz eines zeitdiskreten Systems:
{\displaystyle f_{\text{nyquist}}={\frac {1}{2}}\cdot f_{\text{abtast}}}
Nach dem zugrunde liegenden Nyquist-Shannon-Abtasttheorem müssen alle Anteile in einem Signal kleinere Frequenzen als die Nyquist-Frequenz haben, damit das abgetastete Signal beliebig genau rekonstruiert werden kann:
{\displaystyle f_{\text{signal}}<f_{\text{nyquist}}}
Dementsprechend muss die Abtastfrequenz der punktweisen Probeentnahme aus dem Ursprungssignal mehr als doppelt so hoch wie die höchste im Ursprungssignal enthaltene Frequenz {\displaystyle f_{\text{signal}}} sein:
{\displaystyle f_{\text{abtast}}>2\cdot f_{\text{signal}}}
Falls dieses Kriterium nicht eingehalten wird, entstehen nichtlineare Verzerrungen, die auch als Alias-Effekt bezeichnet werden. Diese lassen sich nicht wieder herausfiltern. Die untere Grenze für eine Alias-freie Abtastung wird auch als Nyquist-Rate bezeichnet.